# Литвинівка (Куп'янський район)
Литвинівка — селище в Україні, у Великобурлуцькій селищній громаді Куп'янського району Харківської області. Населення становить 24 особи. До 2020 орган місцевого самоврядування — Великобурлуцька селищна рада.

## Географія
Селище Литвинівка розташоване за 2 км від річки Великий Бурлук і села Лебедівка. За 2 км проходить залізниця, станція Березник, і автомобільна дорога Т 2115. По селищу протікає пересихаючий струмок на якому зроблено загату.
У селі одна вулиця — Польова.

## Історія
Засноване в 1750 році.
12 червня 2020 року, відповідно до розпорядження Кабінету Міністрів України № 725-р «Про визначення адміністративних центрів та затвердження територій територіальних громад Харківської області», увійшло до складу Великобурлуцької селищної громади.
19 липня 2020 року, в результаті адміністративно-територіальної реформи та ліквідації Великобурлуцького району, селище увійшло до складу Куп'янського району Харківської області.
Російська окупація селища почалася 24 лютого 2022 року.
11 вересня 2022 року воїни Збройних Сил України в ході Харківської контрнаступальної операції звільнили від російських окупантів населені пункти Великобурлуцької селищної територіальної громади.

## Населення
За переписом населення 2001 року в селі мешкали 24 особи.

### Мова
Розподіл населення за рідною мовою за даними перепису 2001 року:
| Мова       | Відсоток |
| ---------- | -------- |
| українська | 54,17 %  |
| російська  | 20,83 %  |
| циганська  | 20,83 %  |
| білоруська | 4,17 %   |

## Економіка
- В селищі є молочно-товарна ферма.